# Магнолія (Вісконсин)
Магнолія (англ. Magnolia) — місто (англ. town) в США, в окрузі Рок штату Вісконсин. Населення — 742 особи (2020).

## Демографія
Згідно з переписом 2010 року, у місті мешкало 767 осіб у 301 домогосподарстві у складі 220 родин. Було 314 помешкання
Расовий склад населення:
| - 96,9 % — білих - 1,3 % — азіатів - 0,4 % — корінних американців - 0,1 % — чорних або афроамериканців |

До двох чи більше рас належало 1,0 %. Частка іспаномовних становила 1,2 % від усіх жителів.
За віковим діапазоном населення розподілялося таким чином: 22,2 % — особи молодші 18 років, 63,7 % — особи у віці 18—64 років, 14,1 % — особи у віці 65 років та старші. Медіана віку мешканця становила 44,4 року. На 100 осіб жіночої статі у місті припадало 105,1 чоловіків;  на 100 жінок у віці від 18 років та старших — 108,7 чоловіків також старших 18 років.
Середній дохід на одне домашнє господарство  становив 73 790 доларів США (медіана — 64 028), а середній дохід на одну сім'ю — 82 026 доларів (медіана — 70 781). Медіана доходів становила 48 636 доларів для чоловіків та 50 089 доларів для жінок. За межею бідності перебувало 10,2 % осіб, у тому числі 17,1 % дітей у віці до 18 років та 3,6 % осіб у віці 65 років та старших.
Цивільне працевлаштоване населення становило 403 особи. Основні галузі зайнятості: виробництво — 15,9 %, роздрібна торгівля — 15,4 %, сільське господарство, лісництво, риболовля — 15,4 %.